# Världscupen i längdåkning 1990/1991
Världscupen i längdåkning 1990/1991 inleddes i Tauplitzalm i Österrike den 8 december 1990 och avslutades i Oslo i Norge den 16 mars 1991. Vinnare av totala världscupen blev Vladimir Smirnov på herrsidan och Jelena Välbe på damsidan, båda från Sovjet.

## Tävlingskalender

### Herrar
| Placering | Datum                         | Plats         | Distans                                     | Etta                                        | Tvåa                                        | Trea                                        |
| --------- | ----------------------------- | ------------- | ------------------------------------------- | ------------------------------------------- | ------------------------------------------- | ------------------------------------------- |
| 1.        | 9 december 1990               | Tauplitzalm   | jaktstart 10 + 15 kilometer                 | Torgny Mogren                               | Vladimir Smirnov                            | Henrik Forsberg                             |
| 2.        | 15 december 1990              | Davos         | 15 kilometer klassisk stil                  | Vladimir Smirnov                            | Marco Albarello                             | Thomas Eriksson                             |
| 3.        | 16 december 1990              | Davos         | Stafett 4 × 10 kilometer                    | -                                           | -                                           | -                                           |
| 4.        | 19 december 1990              | Les Saisies   | 30 kilometer klassisk stil                  | Vladimir Smirnov                            | Torgny Mogren                               | Christer Majbäck                            |
| 5.        | 20 december 1990              | Les Saisies   | Stafett 4 × 10 kilometer                    | -                                           | -                                           | -                                           |
| 6.        | 5 januari 1991                | Minsk         | 15 kilometer fristil                        | Vladimir Smirnov                            | Bjørn Dæhlie                                | Václav Korunka                              |
| 7.        | 6 januari 1991                | Minsk         | Stafett 4 x 10 kilometer                    | -                                           | -                                           | -                                           |
| 8.        | 9 januari 1991                | Štrbské Pleso | 30 kilometer fristil                        | Bjørn Dæhlie                                | Silvano Barco                               | Gianfranco Polvara                          |
| VM        | 7 februari - 17 februari 1991 | Val di Fiemme | Världsmästerskapen i nordisk skidsport 1991 | Världsmästerskapen i nordisk skidsport 1991 | Världsmästerskapen i nordisk skidsport 1991 | Världsmästerskapen i nordisk skidsport 1991 |
| 9.        | 1 mars 1991                   | Lahtis        | Stafett 4 x 10 kilometer                    | -                                           | -                                           | -                                           |
| 10.       | 3 mars 1991                   | Lahtis        | 30 kilometer fristil                        | Kristen Skjeldal                            | Vladimir Smirnov                            | Gianfranco Polvara                          |
| 11.       | 9 mars 1991                   | Falun         | 30 kilometer fristil                        | Henrik Forsberg                             | Torgny Mogren                               | Jan Ottosson                                |
| 12.       | 16 mars 1991                  | Oslo          | 50 kilometer klassisk stil                  | Vegard Ulvang                               | Harri Kirvesniemi                           | Sture Sivertsen                             |

### Damer
| Placering | Datum                         | Plats         | Distans                                     | Etta                                        | Tvåa                                        | Trea                                        |
| --------- | ----------------------------- | ------------- | ------------------------------------------- | ------------------------------------------- | ------------------------------------------- | ------------------------------------------- |
| 1.        | 8 december 1990               | Tauplitzalm   | jaktstart 10 +15 kilometer                  | Stefania Belmondo                           | Jelena Välbe                                | Tamara Tichonova                            |
| 2.        | 15 december 1990              | Davos         | 15 kilometer klassisk stil                  | Jelena Välbe                                | Ljubov Jegorova                             | Marie-Helene Westin                         |
| 3.        | 16 december 1990              | Davos         | Stafett 4 × 5 kilometer                     | -                                           | -                                           | -                                           |
| 4.        | 18 december 1990              | Les Saisies   | jaktstart 5 + 10 kilometer                  | Jelena Välbe                                | Stefania Belmondo                           | Ljubov Jegorova                             |
| 5.        | 5 januari 1991                | Minsk         | 30 kilometer klassisk stil                  | Jelena Välbe                                | Svetlana Nagejkina                          | Inger Helene Nybråten                       |
| 6.        | 12 januari 1991               | Klingenthal   | 15 kilometer klassisk stil                  | Inger Helene Nybråten                       | Marie-Helene Westin                         | Solveig Pedersen                            |
| 7.        | 13 januari 1991               | Klingenthal   | Stafett 4 x 5 kilometer                     | -                                           | -                                           | -                                           |
| VM        | 7 februari - 17 februari 1991 | Val di Fiemme | Världsmästerskapen i nordisk skidsport 1991 | Världsmästerskapen i nordisk skidsport 1991 | Världsmästerskapen i nordisk skidsport 1991 | Världsmästerskapen i nordisk skidsport 1991 |
| 8.        | 2 mars 1991                   | Lahtis        | 15 kilometer fristil                        | Jelena Välbe                                | Manuela Di Centa                            | Ljubov Jegorova                             |
| 9.        | 9 mars 1991                   | Falun         | 15 kilometer fristil                        | Jelena Välbe                                | Tamara Tichonova                            | Ljubov Jegorova                             |
| 10.       | 10 mars 1991                  | Falun         | Stafett 4 x 5 kilometer                     | -                                           | -                                           | -                                           |
| 11.       | 15 mars 1991                  | Oslo          | Stafett 4 x 5 kilometer                     | -                                           | -                                           | -                                           |
| 12.       | 16 mars 1991                  | Oslo          | 5 kilometer fristil                         | Jelena Välbe                                | Manuela Di Centa                            | Marie-Helene Westin                         |

## Slutställning

### Herrar
| Placering | Namn             | Land          | Total Poäng |
| --------- | ---------------- | ------------- | ----------- |
| 1         | Vladimir Smirnov | Sovjetunionen | 163         |
| 2         | Torgny Mogren    | Sverige       | 129         |
| 3         | Bjørn Dæhlie     | Norge         | 105         |
| 3         | Vegard Ulvang    | Norge         | 105         |
| 5         | Kristen Skjeldal | Norge         | 76          |
| 6         | Henrik Forsberg  | Sverige       | 73          |
| 6         | Terje Langli     | Norge         | 73          |
| 7         | Gunde Svan       | Sverige       | 65          |
| 9         | Marco Albarello  | Italien       | 62          |
| 9         | Maurilio De Zolt | Italien       | 62          |

### Damer
| Placering | Namn                    | Land          | Total Poäng |
| --------- | ----------------------- | ------------- | ----------- |
| 1         | Jelena Välbe            | Sovjetunionen | 220         |
| 2         | Stefania Belmondo       | Italien       | 128         |
| 3         | Ljubov Jegorova         | Sovjetunionen | 126         |
| 4         | Marie-Helene Westin     | Sverige       | 112         |
| 5         | Manuela Di Centa        | Italien       | 106         |
| 6         | Trude Dybendahl         | Norge         | 88          |
| 7         | Tamara Tichonova        | Sovjetunionen | 82          |
| 8         | Inger Helene Nybråten   | Norge         | 62          |
| 9         | Solveig Pedersen        | Norge         | 57          |
| 10        | Marjut Rolig Lukkarinen | Finland       | 46          |